# 高崎隆二
高崎 隆二（たかさき りゅうじ、1947年9月17日 - ）は、日本の俳優である。鹿児島県肝属郡東串良町出身。フロックス所属。

## 人物
日本大学芸術学部を卒業後、1970年に東映に入社。以降、悪役を中心に多数のTV・映画作品にて活躍。一時期、日光江戸村に所属していたことがあった。
現在は、神奈川県相模原市にて居酒屋「かごしま」を経営しながら俳優業を続けている。

## 出演

### テレビドラマ
- 水曜ドラマスペシャル（TBS）
  - 「それゆけ孔雀警視」（1987年4月22日）
- 大江戸捜査網
- 徳川無頼帳
- 姫将軍大あばれ
- 生きるための情熱としての殺人
- あぶない刑事
- あきれた刑事 第6話「贋礼狂乱」（1987年）
- 西部警察
- 新大江戸捜査網 第15話「決闘!会津急ぎ旅」（1984年、TX・ヴァンフィル） - 西村
- 暴れん坊将軍II 第79話「花の江戸城 つまみ食い天国!」（1984年、ANB） - 相羽軍十郎
- 松本清張スペシャル・黒い福音（1984年11月、TBS・大映テレビ）
- 隠密・奥の細道（1988年10月 - 1989年3月、TX・Gカンパニー）
- ゴリラ・警視庁捜査第8班 第36話「スイートメモリー」（1989年、テレビ朝日） - 葬祭業者・高崎
- 火曜ミステリー劇場「女ハングマン・夫のルスに連続殺人犯と対決!! 意外やボスは?」（1990年、ABC）
- 土曜ワイド劇場「八甲田山殺人暮色 若妻はなぜ襲われたか? 青森行“はつかり5号”にトリックが…」（1991年、テレビ朝日）
- 刑事貴族2 第14話「疑惑の白衣」（1991年、日本テレビ） - 関西興和会の若頭
- 現代推理サスペンス「乗り合わせた客」（1991年、KTV / Gカンパニー）
- 火曜サスペンス劇場「殺意に抱かれて」（1992年4月、NTV / 東北新社）
- 愛しの刑事（1992年　テレビ朝日）
- 月曜ドラマスペシャル「十津川警部シリーズ2 西鹿児島駅殺人事件」（1993年、TBS）
- お助け同心が行く! 第10話「汚れた友情」（1993年、TX）
- 暴れん坊将軍IX 第29話「消えた密書！くの一が愛した男」（1999年、テレビ朝日 / 東映） - 勝蔵
- 月曜ゴールデン「警視庁南平班〜七人の刑事〜5 3都温泉殺人事件!!」（2012年7月2日、TBS） - 金子

### 映画
- 南へ走れ、海の道を!
- ハチ公物語
- 修羅の伝説
- SF サムライ・フィクション
- 地獄
- WASABI
- 修羅の荒野1,2（2009年） - 竜造寺一家組長 竜造寺大悟

### その他
- タモリのスーパーボキャブラ天国（フジテレビ） - VTR出演
- CDシングル「こんな俺にも明日は来る」